# Cossinia pacifica
Cossinia pacifica är en kinesträdsväxtart som beskrevs av Albert Charles Smith. Cossinia pacifica ingår i släktet Cossinia och familjen kinesträdsväxter. Inga underarter finns listade i Catalogue of Life.